# Lanfranco de Cantuária
Lanfranco, também chamado Lanfranco de Bec, Lanfranco de Cantuária ou Lanfranco de Pavia (Pavia, ca. 1005 - Cantuária, 28 de maio de 1089) foi um teólogo e reformador da Igreja inglesa. Foi beatificado.

## Biografia
Após estudos em Pavia, particularmente sobre direito canônico, Lanfranco deixou a sua pátria e partiu para a França. Em 1039 torna-se professor em Avranches e por volta de 1042 entra na abadia de Bec, na Normandia. É nomeado prior três anos depois. Cria então uma escola que adquire rapidamente boa reputação, atraindo alunos como Ivo de Chartres, o futuro papa Alexandre II, e Anselmo de Cantuária. Em paralelo, dedica-se à exegese e à edição de textos dos Padres da Igreja. Compõe comentários sobre o Livro de Salmos, a De Civitate Dei de Santo Agostinho e o Moral de Job de Gregório o Grande.
Em 1049, Lanfranco toma parte na controvérsia da eucaristia: opõe-se a Berengário de Tours, que afirma que a presença de Cristo é puramente simbólica. Ele próprio é partidário do que viria a ser a doutrina da transubstanciação. É um dos primeiros a recorrer às categorias de Aristóteles para distinguir a aparência do pão e do vinho da sua essência ou substância que, segundo ele, é alterado durante a consagração. Em 1050, assiste ao concílio de Roma e condena Berengário.
Também está presente nos concílios de Vercelli (no mesmo ano) e de Tours (em 1055), onde continua a chocar com Berengário. Em 1059 a Igreja Católica adota a presença real, durante um concílio em Roma. Berengário é novamente condenado. Por volta de 1063 Lanfranco redige o De corpore et sanguine Domini como resposta ao scripta contra synodum de Berengário.
Em 1063, Lanfranco é escolhido para abade de Saint-Étienne de Caen, uma abadia recentemente criada sob a iniciativa de Guilherme, o Conquistador que entende fazer de Caen o centro de poder da Normandia. Após a coroação de Guilherme (1066), este empreende a reforma da Igreja de Inglaterra. Em 1070, Guilherme, sob o pretexto de simonia, provoca a destituição de Estigando, o arcebispo de Cantuária. Este último é substituído por Lanfranco, ordenado bispo em 29 de agosto de 1070 em Cantuária, por William, bispo de Londres, assistido por outros oito bispos. Recebe o pálio em 1071 das mãos de seu antigo aluno Alexandre II. O seu episcopado é marcado pelo compromisso na luta de poder entre príncipes e papado, assim como pela concorrência do arcebispo de Iorque que pretende a primazia.
Em 1075, Lanfranco revela a Guilherme, o Conquistador uma conspiração de Raul I de Gaël e Rogério de Breteuil. Valdevo da Nortúmbria, que fizera jura de silêncio, confessara a Lanfranco. Este último pressiona Rogério de Breteuil a jurar fidelidade novamente, e finalmente excomunga-o assim como aos seus cúmplices. Informa então Guilherme, que estava na Normandia. Intercedeu pela vida de Valdevo, provavelmente inocente, não querendo que seja executado por causa dos outros, mas falha em convencer Guilherme.